# Mycena interrupta
Mycena interrupta é uma espécie de cogumelo da família Mycenaceae.